# لي فان ترونغ
لي فان ترونغ هو لاعب كرة قدم فيتنامي في مركز حراسة المرمى، ولد في 20 فبراير 1983 في محافظة فين فوك في فيتنام. شارك مع منتخب فيتنام تحت 20 سنة لكرة القدم. أما مع النوادي، فقد لعب مع نادي هوانغ آنه جيا لاي.